# Orah, Berane
Orah este un sat din comuna Berane, Muntenegru. Conform datelor de la recensământul din 2003, localitatea are 90 de locuitori (la recensământul din 1991 erau 113 locuitori).

## Demografie
În satul Orah locuiesc 75 de persoane adulte, iar vârsta medie a populației este de 45,6 de ani (44,9 la bărbați și 46,1 la femei). În localitate sunt 30 de gospodării, iar numărul mediu de membri în gospodărie este de 3,00.
Populația localității este foarte eterogenă.
|  |

| Demografie | Demografie | Demografie |
| An         | Locuitori  | Locuitori  |
| ---------- | ---------- | ---------- |
|            |            |            |
|            |            |            |
|            |            |            |
|            |            |            |
| 1948       | 150        |            |
| 1953       | 158        |            |
| 1961       | 170        |            |
| 1971       | 138        |            |
| 1981       | 129        |            |
| 1991       | 113        | 113        |
| 2003       | 90         | 90         |

| \| Componența etnică conform recensământului din 2003[2] \| Componența etnică conform recensământului din 2003[2] \| Componența etnică conform recensământului din 2003[2] \| Componența etnică conform recensământului din 2003[2] \| Componența etnică conform recensământului din 2003[2] \| \| ----------------------------------------------------- \| ----------------------------------------------------- \| ----------------------------------------------------- \| ----------------------------------------------------- \| ----------------------------------------------------- \| \| \| \| \| \| \| \| Sârbi \| Sârbi \| \| 51 \| 56,66% \| \| Muntenegreni \| Muntenegreni \| \| 27 \| 30% \| \| necunoscută \| necunoscută \| \| 0 \| 0% \| |              |  |    |        |
| Componența etnică conform recensământului din 2003 |              |  |    |        |
| |              |  |    |        |
| Sârbi | Sârbi        |  | 51 | 56,66% |
| Muntenegreni | Muntenegreni |  | 27 | 30%    |
| necunoscută | necunoscută  |  | 0  | 0%     |